# Коалиция
Коалиция се нарича такова сдружение, по време на което участниците действат заедно за постигане на дадена цел, но водени всеки от собствения си интерес. Такова сдружаване може да е временно и е въпрос на удобство за участващите страни.

## Математика
В математиката форми на коалицията се изучават от т.нар. теория на игрите на Джон Неш. Тя показва как в определени условия най-благоприятният изход за страни с иначе противоположни интереси е именно обединяването в коалиция.

## Политика
В политиката коалицията намира широко приложение. Например Отечественият фронт в България е използван от БКП за обединяване на широк кръг от политически партии, включително некомунистически, за борба с фашизма и завземане на властта.
В днешно време коалиционните правителства са популярна практика. Така например в България водещите партии често се нуждаят от подкрепата на други партии в страната, за да създадат стабилни правителства. Но има и примери за обратното – първото правителство на ГЕРБ е правителство на малцинството, след като не влиза в коалиция с друга политическа партия.